# Centrale middenklinker
De centrale middenklinker is een klinker die gedeeltelijk overeenkomt met wat ook wel sjwa wordt genoemd, al wordt deze laatste term voor meer klanken gebruikt. In het Internationaal Fonetisch Alfabet is het symbool voor de centrale middenklinker [ə]. Het overeenkomende X-SAMPA-symbool is @. De ongeronde halfgesloten centrale klinker wordt als [ɘ̞] geschreven om hem van de centrale middenklinker te onderscheiden.

## Ongeronde centrale middenklinker

### Kenmerken
De articulatie van de ongeronde centrale middenklinker heeft de volgende kenmerken:
- Het is een middenklinker.
- Het is een centrale klinker, wat betekent dit de tong zich halverwege de articulatiepositie van een voorklinker en die van een achterklinker bevindt.
- Het is een ongeronde klinker, wat betekent dat de lippen tijdens het articuleren niet gerond zijn.

### Voorbeelden
| Taal      | Taal      | Woord | Internationaal Fonetisch Alfabet | Betekenis | Opmerkingen |
| --------- | --------- | ----- | -------------------------------- | --------- | --- |
| Engels    | Engels    | fur   | [fɜ̝ː]                            | "huid"    | |
| Portugees | Portugees | pagar | [pɜ̝ˈɡaɾ]                         | "betalen" | De articulatie ligt mogelijk dichter bij die van een bijna-open centrale klinker [ɐ] in het Braziliaans Portugees (Barbosa & Albano, 2004:229) |
| Roemeens  | Roemeens  | măr   | [mər]                            | "apple"   | |

## Geronde centrale middenklinker
De articulatie van de geronde centrale middenklinker heeft de volgende kenmerken:
- Het is een middenklinker.
- Het is een centrale klinker, wat betekent dit de tong zich halverwege de articulatiepositie van een voorklinker en die van een achterklinker bevindt.
- Het is een ongeronde klinker, wat betekent dat de lippen tijdens het articuleren niet gerond zijn.

### Voorbeelden
| Taal       | Taal       | Woord  | Internationaal Fonetisch Alfabet | Betekenis | Opmerkingen                                                         |
| ---------- | ---------- | ------ | -------------------------------- | --------- | ------------------------------------------------------------------- |
| Nederlands | Nederlands | kopen  | [ˈkopə]                          |           |                                                                     |
| Frans      | Frans      | je     | [ʒɵ̞]                             | 'Ik'      | Voor sommigen Franssprekenden meer een voorklinker.                 |
| Russisch   | Russisch   | тётя   | [ˈtʲɵ̞tʲə]                        | "tante"   | Allofoon van /o/ in de nabijheid van gepalataliseerde medeklinkers. |
| Zweeds     | Zweeds     | energi | [ˌɛnːərˈɧiː]                     | "energie" | Onbeklemtoonde allofoon van /ɛ/                                     |